# Tadeusz Kaliński

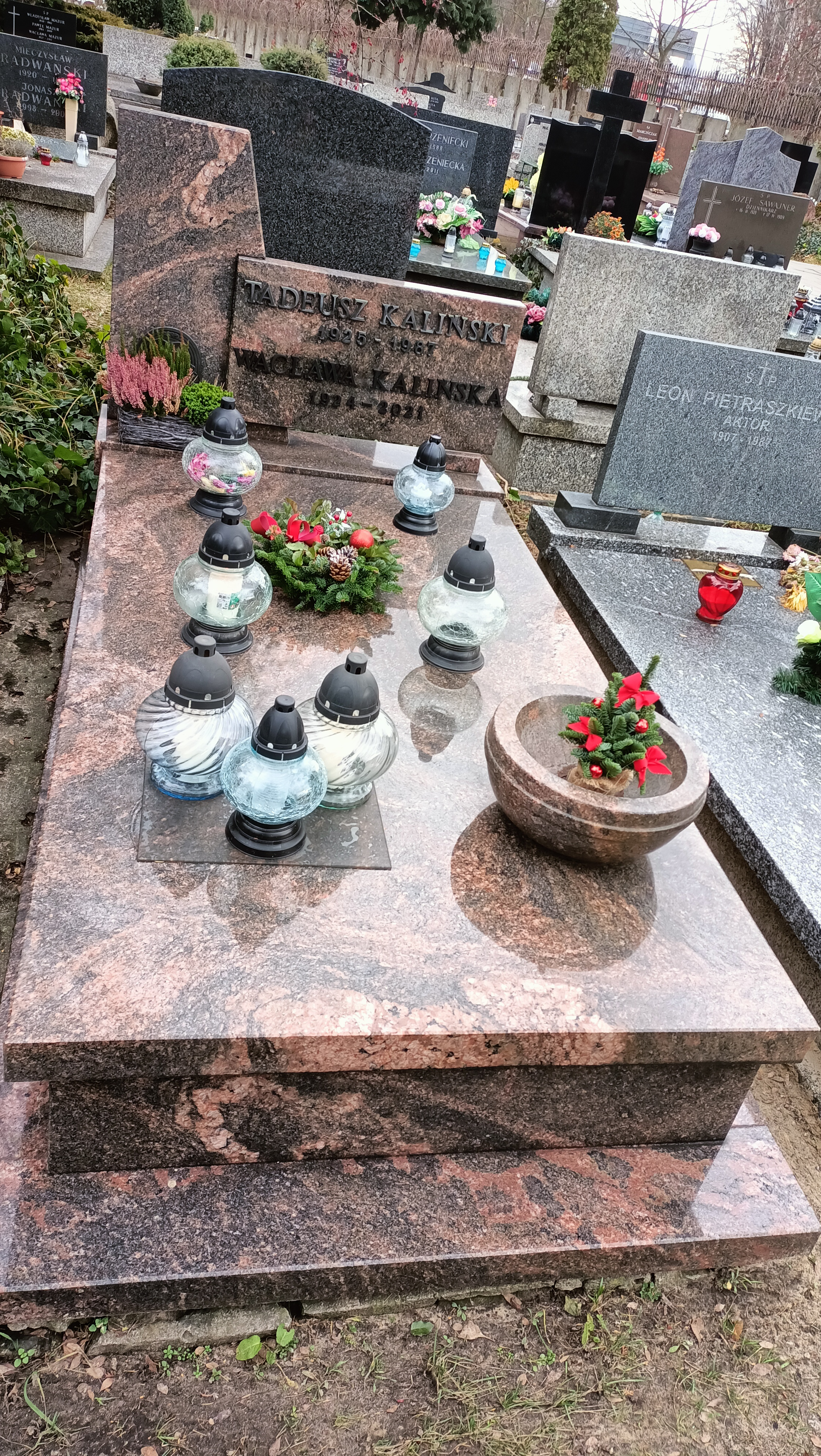
Grób Tadeusza Kalińskiego na Cmentarzu Wojskowym na Powązkach

Tadeusz Kaliński (ur. 8 września 1925 w Żyrardowie, zm. 24 lutego 1987) – polski działacz państwowy i spółdzielczy, ekonomista, podsekretarz stanu w Ministerstwie Handlu Wewnętrznego i Usług (1977–1980).

## Życiorys
Syn Stanisława i Aleksandry. Od 1943 majster tkacki i referent w Żyrardowskich Zakładach Przemysłu Włókienniczego. W 1946 zdał maturę w Gimnazjum i Liceum dla Dorosłych w Żyrardowie, następnie w latach 1946–1952 studiował w Akademii Nauk Politycznych w Warszawie. Od maja 1947 w Polskiej Partii Socjalistycznej, potem w Polskiej Zjednoczonej Partii Robotniczej (m.in. był członkiem Komisji Handlu Zagranicznego Komitetu Dzielnicowego PZPR Warszawa-Śródmieście). Od 1949 do 1951 asystent maklerski na Giełdzie Zbożowo-Towarowej w Warszawie, następnie był kierownikiem sekcji i działu sprzedaży, a od 1953 do 1963 dyrektor okręgu warszawskiego w Centrali Ogrodniczej w Warszawie. W latach 1963–1971 dyrektor naczelny Przedsiębiorstwa Handlu Zagranicznego „Hortex” w Warszawie, następnie do 1975 prezes zarządu Centrali Spółdzielni Ogrodniczych w Warszawie. W latach 1975–1981 wiceprezes Centralnego Związku Spółdzielni Rolniczych „Samopomoc Chłopska” (od 1977 w randze pierwszego wiceprezesa). Równocześnie od stycznia 1977 do listopada 1980 zajmował stanowisko podsekretarza stanu Ministerstwie Handlu Wewnętrznego i Usług. W latach 1981–1986 prezes zarządu Centrali Spółdzielni Ogrodniczo-Pszczelarskich w Warszawie.
Został pochowany na Cmentarzu Wojskowym na Powązkach.